# Александер ван дер Беллен
Александер ван дер Беллен (нім. Alexander Van der Bellen; нар. 18 січня 1944, Відень) — президент Австрії, австрійський економіст і політик, лідер Партії Зелених (1997—2008).

## Біографія
Народився в сім'ї російського голландця — біженців з СРСР.
Предки Олександра Ван-дер-Беллена з боку батька мігрували у Московію близько 1700 року або 1763 року з Голландії. Частина родини втекла з Пскова до Естонії, ще до набуття нею незалежності 1919 року. Родина змінила своє прізвище з «вон дер Беллен» на «Ван дер Беллен» через свої голландське коріння. 1931 року батьки Александра побралися на Сааремаа й оселилися у Таллінні. 1934 року батько Александра став естонським громадянином. Після анексії Радянським союзом Естонії родина Александра залишила країну на початку 1941 року як балтійські німці.
Після таборів для переселенців у Східній Пруссії та у Німеччині батьки Олександра осіли у Відні, де він й народився 1944 року. Коли Червона армія наблизилася до Відня 1944 року, родина Александра втекла до Тироля.
1962 року він закінчив гімназію в Інсбруці. 1970 р. він отримав докторський ступінь у галузі економіки в Інсбруцькому університеті. 1975 р. він отримав габілітацію. Беллен працював викладачем університету, серед іншого, у своїй альма-матер, а також в Берліні. 1980 р. він став професором економіки Віденського університету, з 1990 до 1994 р. був деканом факультету соціальних наук і економіки.
З 1994 до 2012 р. був членом Національної ради, з 1999 до 2008 р. очолював фракцію своєї партії у парламенті. У 2012 р. він був обраний до муніципальної ради Відня.
4 грудня 2016 року, на повторних виборах президента Австрії (переголосування виборів у травні), Александер Ван дер Беллен переміг Норберта Гофера.
2019 року заявив про повернення до Євангелічної Церкви Аугсбургського віросповідання.